# Eleccions legislatives de Mongòlia de 2020
Les eleccions legislatives de Mongòlia de 2020 van ser unes eleccions que es van celebrar a Mongòlia el 24 de juny de 2020 per escollir els setanta-sis diputats de la Gran Jural de l'Estat.
En aquestes eleccions, foren les primeres en la història democràtica del país, en què candidats són detinguts durant la campanya electoral. Hi hagué una controvèrsia per la seva suposada il·legalitat i la seva motivació aparentment política.
El partit governant Partit del Poble de Mongòlia resultà victoriós, guanyant 62 dels 76 escons, una lleugera disminució dels 65 que guanyà en les darreres eleccions.

## Sistema electoral
Els setanta-sis membres del Gran Jural de l'Estat seran triats per sufragi universal en circumscripcions plurinominals. El sistema electoral no es va decidir fins que es va aprovar una nova llei electoral el 22 de desembre de 2019. S'esperava que els canvis marginessin als partits més petits i, de fet, també van eliminar el dret al vot de 150.000 expatriats mongols, ja que no podien registrar-se en una circumscripció en concret. La nova llei electoral també prohibia presentar-se a les eleccions a les persones declarades culpables de «corrupció». La proposta de reintroduir el sistema proporcional mixt no va obtenir suficient suport.
Les activistes dels drets de la dona van demanar que s'augmentés la quota de gènere en les candidatures del 20% al 30%, però no ho van aconseguir. En el moment d'aquestes eleccions, les diputades representaven el 17% (13 escons) del Parlament, la xifra més alta des de les primeres eleccions democràtiques de 1990.

## Candidatures
El Comitè Electoral General de Mongòlia va registrar oficialment 606 candidats a les eleccions, dels quals 121 són independents i 485 candidats de 13 partits polítics i 4 coalicions electorals.

### Controvèrsies sobre la detenció de candidats
Alguns candidats van ser detinguts durant la campanya electoral. Entre ells, dos eren candidats del partit governant Partit del Poble de Mongòlia, l'ex primer ministre i llavors diputat del Parlament Jargaltulgyn Erdenebat i l'exministre de Treball i Protecció Social Nyamtaishir Nomtoibayar, i la resta de l'oposició: tres eren candidats de Partit Democràtic i un era candidat de la Coalició «Mantingui l'Ordre! Constitució 19», la majoria sota l'acusació de corrupció.
És la primera vegada en la història democràtica del país que candidats són detinguts durant la campanya d'unes eleccions. L'expert Byambajav Dalaibuyan apunta que «aquestes detencions tenen motivacions polítiques i van dirigides contra polítics que han estat en conflicte amb el primer ministre Ukhnaagiin Khürelsükh o amb el president Battulga».
L'altra controvèrsia de les detencions és la seva suposada il·legalitat, ja que van detenir els candidats registrats oficialment sense el consentiment de la Comissió Electoral General de Mongòlia, cosa que prohibeix explícitament la llei. A més a més, Erdenebat tenia la immunitat parlamentària al ser diputat i no podia haver sigut detingut sense l'aprovació del Parlament.